# Darreh Līk
Darreh Līk (persiska: درّه ليک, دَرِهليك) är en ort i Iran.   Den ligger i provinsen Zanjan, i den nordvästra delen av landet, 300 km väster om huvudstaden Teheran. Darreh Līk ligger 1 452 meter över havet och antalet invånare är 419.
Terrängen runt Darreh Līk är platt åt nordost, men åt sydväst är den kuperad.Runt Darreh Līk är det ganska glesbefolkat, med 47 invånare per kvadratkilometer. Närmaste större samhälle är Esfajīn, 13,3 km sydost om Darreh Līk. Trakten runt Darreh Līk består i huvudsak av gräsmarker.